# Меллеры-Закомельские
Ме́ллеры-Закоме́льские — русский баронский и дворянский род.

## Происхождение и история рода
Происходит от генерал-аншефа Ивана Ивановича Меллера, который, при возведении в баронское достоинство в 1789 году, получил фамилию Меллер-Закомельский. Он отличился при взятии Очакова и был убит при осаде Килии в 1790 году.
Один из его сыновей, барон Пётр Иванович (1755—1823), был военным министром (1819—1823).
Род Меллеров-Закомельских внесён в V часть родословной книги Витебской и Смоленской губерний.

## Описание герба
Щит разделён на три части. В верхней в золотом поле изображён выхоящий до половины двуглавый орёл; в нижних частях: в правой в пурпурном поле шпага с лавровою ветвью, в левой в красном поле мортира.
Щит увенчан баронской короной без намёта.

## Известные представители рода

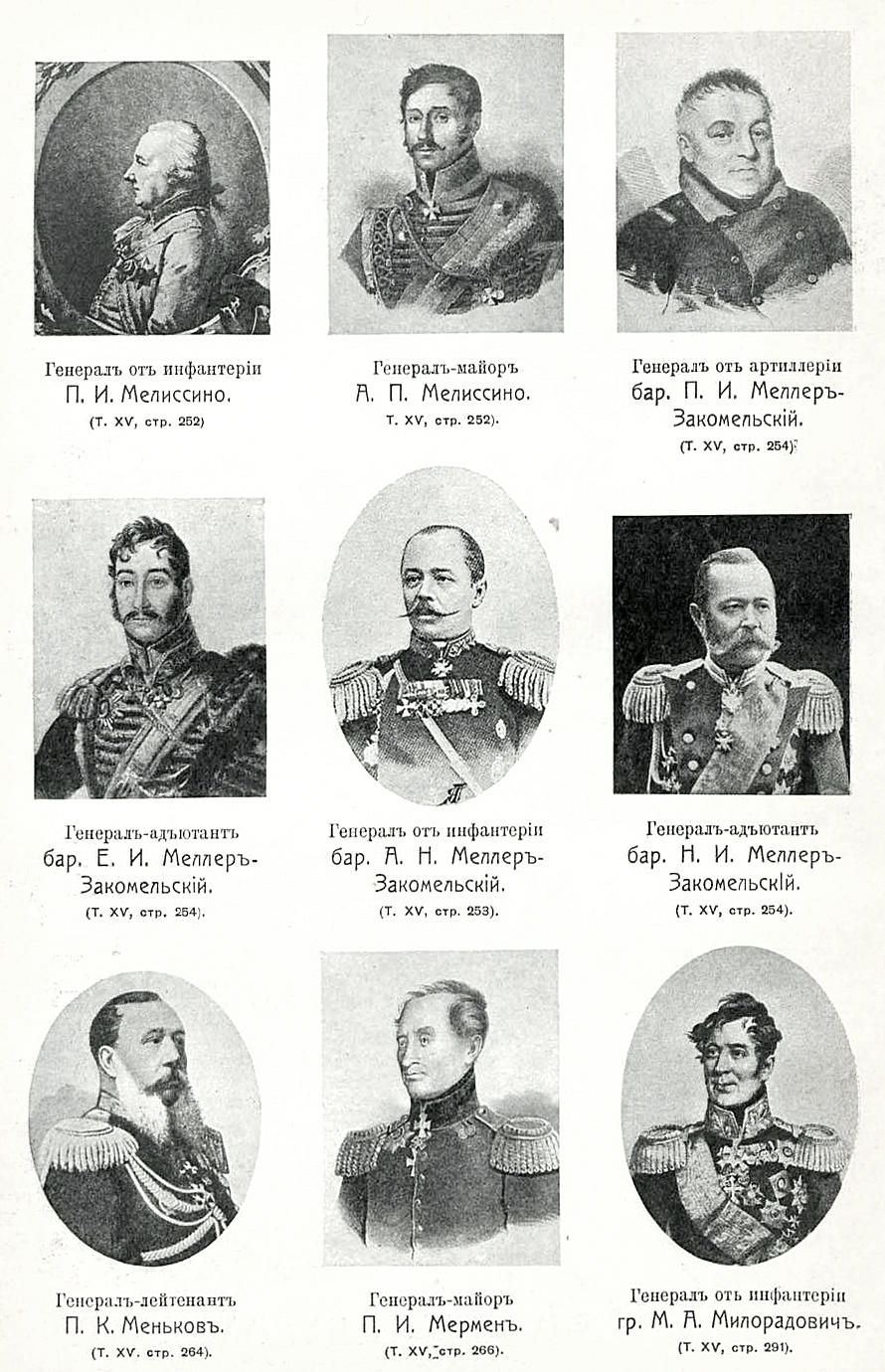
Портреты из статьи «Меллер-Закомельские»
(«Военная энциклопедия Сытина»)

- Меллер-Закомельский, Иван Иванович (1725—1790), барон
  - Меллер-Закомельский, Пётр Иванович (1755—1823) — генерал от артиллерии, министр
    - Майкова, Анна Петровна (1798—1875) — сноха поэта А. А. Майкова
    - Меллер-Закомельский, Егор Петрович (1798—?) — харьковский помещик
    - Меллер-Закомельский, Пётр Петрович (1806—1869) — Георгиевский кавалер (1847)
    - Меллер-Закомельский, Владимир Петрович (1807—1862) — генерал-майор
      - Меллер-Закомельский, Фёдор Владимирович (1857—1905) — капитан
        - Меллер-Закомельский, Владимир Фёдорович (1894—1962) — женат на Наталье Георгиевне (1900—1995), дочери герцога Г. Н. Лейхтенбергского

      - Меллер-Закомельский, Владимир Владимирович (1863—1920) — политический деятель и крупный предприниматель начала XX века
        - Меллер-Закомельский, Александр Владимирович (1898—1977), общественный деятель русской эмиграции, нацист, публицист.

  - Меллер-Закомельский, Иван Иванович-мл.
    - Меллер-Закомельский, Николай Иванович (1813—1887) — генерал-адъютант, генерал от инфантерии
      - Меллер-Закомельский, Александр Николаевич (1844—1928)
      - Меллер-Закомельский, Сергей Николаевич (1848—1899) — Георгиевский кавалер (1876)

  - Меллер-Закомельский, Егор Иванович (1767—1830) — генерал-лейтенант, генерал-адъютант, первый в России командир уланского полка.
  - Меллер-Закомельский, Фёдор Иванович, 2-й (1772—1848) — шеф Каргопольского драгунского полка, могилёвский губернатор, Георгиевский кавалер
  - Анна Ивановна (1780—1858), замужем за К. К. Лешерн фон Герценфельдом
  - Мария Ивановна, замужем за бригадиром А. И. Фредериксом